# Hylesia sesostris
Hylesia sesostris är en fjärilsart som beskrevs av Vuillot. 1893. Hylesia sesostris ingår i släktet Hylesia och familjen påfågelsspinnare. Inga underarter finns listade i Catalogue of Life.